# Матяш Ірина Борисівна
Ірина Борисівна Матяш (нар. 18 квітня 1961, м. Прилуки, Чернігівська область) — український науковець у галузі архівознавства, біографістики, джерелознавства, історії дипломатії. Доктор історичних наук (2001), професор (2004). Заслужений діяч науки і техніки України (2008). Член Національної спілки журналістів України (2002). Голова правління громадської організації «Наукове товариство історії дипломатії та міжнародних відносин» (з 2016).

## Освіта, наукові ступені і вчені звання
Середню освіту здобувала в загальноосвітніх середніх школах № 9 та № 1 м. Прилуки Чернігівської області.
- 1983 — закінчила з відзнакою філологічний факультет Київського державного університету імені Т. Г. Шевченка. Під час навчання була активним учасником студентського наукового гуртка під керівництвом професора І. Я. Заславського «Слово, яке веде до бою». Досліджувала наукову і творчу біографію І. Л. Андроникова, займалася літературознавчим джерелознавством.
- Кандидатську дисертацію на тему «Український героїчний епос у історіографічних та бібліографічних джерелах XIX—XX ст.: дослідження, публікації, репертуар» захистила 1996 року у Національній бібліотеці України імені В. І. Вернадського;
- Вчене звання старшого наукового співробітника зі спеціальності «історіографія, джерелознавство та спеціальні історичні дисципліни» присуджено ВАК України на підставі рішення вченої ради Інституту української археографії та джерелознавства ім. М. С. Грушевського НАН України в 1998 р.
- докторську — на тему «Архівна наука і освіта в Україні 1917-1930-х років» захистила в 2001 у Київському національному університеті імені Тараса Шевченка.
- Вчене звання професора зі спеціальності «історіографія, джерелознавство та спеціальні історичні дисципліни» присвоєно Міністерством освіти і науки України на підставі рішення вченої ради Інституту української археографії та джерелознавства ім. М. С. Грушевського НАН України 2004 р.

## Кар'єра
- 1984–1995 — викладач у середніх і вищих навчальних закладах.
- від 1995 року — заступник директора з наукової роботи, від 2001 року — директор Українського науково-дослідного інституту архівної справи та документознавства[4].
- 2006–2007 — на науковому стажуванні в Канадському інституті українських студій з метою дослідження українських архівів у Канаді.
- З вересня 2009[5] — 24 травня 2011[6] р. — перший заступник Голови Державного комітету архівів України.
- З червня 2011 — помічник Міністра юстиції України з питань архівної сфери.
- Від 2013 року — начальник відділу документального забезпечення, контролю та архівної роботи Вищої ради юстиції.
- Від травня 2015 року — провідний науковий співробітник відділу історії міжнародних відносин та зовнішньої політики України Інституту історії України Національної академії наук України.

## Наукова робота
Основні напрями наукових досліджень: теорія архівознавства, історія архівів та архівних колекцій, зарубіжна Україніка, історія дипломатії, історія театру, біографістика, міфологія, фольклористика. Підготувала 12 кандидатів історичних наук та 1 доктора історичних, які працюють в архівній системі та вищих навчальних закладах України.
Ірина Матяш:
- професор кафедри документальних комунікацій Державної академії керівних кадрів культури і мистецтв(2001–2004)
- професор кафедри документознавства Європейського університету (2002–2005)
- професор кафедри театрознавства Київського національного університету театру, кіно і телебачення імені І. К. Карпенка-Карого (2006–2009)
- професор кафедри документознавства і музейної справи Волинського національного університету імені Лесі Українки (2008–2011). Надає наукову, навчально-методичну допомогу у підготовці фахівців з документознавства і музейної справи у Волинському національному університеті імені Лесі Українки. Задля поглиблення процесів інтеграції наукових досліджень у галузі історіографії, джерелознавства, документознавства, інформаційної діяльності та підвищення якості підготовки і перепідготовки фахівців ініціювала підписання договору про співпрацю УНДІАСД і Волинського національного університету імені Лесі Українки (10 липня 2009 р., № 55-У)
- професор кафедри дипломатичної і консульської служби Дипломатичної академії України при МЗС України (2013-2017)
- ініціатор створення та голова Спеціалізованої вченої ради К 26.864.01 для захисту кандидатських дисертацій в Українському науково-дослідному інституті архівної справи та документознавства (2003–2011 р.)
- головний редактор періодичних та продовжуваних видань:
  - науковий щорічник «Студії з архівної справи та документознавства» (2001–2009),
  - археографічний щорічник «Пам'ятки» (2001–2009),
  - «Архіви України» (2009–2011),
- відповідальний редактор видання «Архівіст: Вісник САУ» (1999–2001).
- член редколегій періодичних та продовжуваних видань, серед яких «Україна дипломатична», «Бахмутський шлях», «Вісник Львівського університету. Серія: Книгознавство, бібліотекознавство та інформаційні технології», «Духовні студії», «Енциклопедичний вісник України», «Науковий вісник Київського національного університету театру, кіно і телебачення імені І. К. Карпенка-Карого», «Пам'ять століть. Україна», «Сумський історико-архівний журнал», «Українська біографістика», «Библиотечное дело и краеведение», «Беларускі археаграфічньї штогоднік»;
- член вченої ради Інституту енциклопедичних досліджень НАН України
- член Спеціалізованої вченої ради в Інституті археографії та джерелознавства ім. М. С. Грушевського НАН України.

## Публікації
Монографії
1. Катерина Грушевська: життєпис, бібліографія, архіви. — К., 1997. — 224 с.
2. Українська архівна періодика 1920 — 1930-х рр.: історія, бібліографія, бібліометрія / І. Б. Матяш; Ред.: О. С. Онищеннко; НАН України. Нац. б-ка України ім. В. І. Вернадського. — К., 1999. — 480 с. — ISBN 966-02-1357-3.
3. Архівна наука і освіта в Україні 1920 — 1930-х років / І. Б. Матяш; Держ. ком. архівів України, Укр. держ. НДІ арх. справи та документознавства. — К., 2000. — 591 с. — ISBN 966-625-024-1.
4. Особа в українській архівістиці: Біогр. нариси / І. Б. Матяш; Ред.: Г. В. Боряк; Укр. держ. наук.-дослід. ін-т арх. справи та документознавства, НАН України. Ін-т укр. археографії та джерелознавства ім. М. С. Грушевського. — К., 2001. — 228 с. — ISBN 966-02-2001-4.
5. Зірка першої величини. Життєпис К. М. Грушевської / І. Б. Матяш; НАН України. Ін-т укр. археографії та джерелознавства ім. М. С. Грушевського. — К., 2002. — 231 с. — ISBN 966-02-2287-4.
6. Катерина Грушевська: життя та діяльність. — К.: Україна, 2004. — 240 с.
7. Діяльність Надзвичайної дипломатичної місії УНР в Угорщині: Історія. Спогади. Архівні документи / І. Б. Матяш, Ю. Ю. Мушка. — К.: Видавничий дім «Києво-Могилянська академія», 2005. — 400 с.: іл. — (Б-ка наук. щорічника «Україна дипломат.»; Вип.1). — ISBN 966-625-020-9. — ISBN 966-518-338-9.
8. Сміхотворець Микола Яковченко: спогади, твори, документи / Регіональне відділення Прилуцького, Срібнянського, Талалаївського районів Товариства «Чернігівське земляцтво»; Генеральна дирекція Київської міської ради з обслуговування іноземних представництв; Авт.-упоряд. І. Б. Матяш. — К., 2005. — 192 с.
9. Блазень із сумними очима. — К., 2007. — 163 с. — (Мистецтво і архіви; Вип. 1).
10. Українські народні думи: дослідження, видання, виконавці: історіогр. нарис, бібліогр. покажч. / І. Б. Матяш; Укр. НДІ арх. справи та документознавства, Ін-т укр. археографії та джерелознавства ім. М. С. Грушевського НАН України, Нац. парлам. б-ка України. — К., 2008. — 240 с.
11. Архівна україніка в Канаді: історіографія, типологія, зміст / Держ. ком. арх. України, Укр. НДІ арх. справи та документознавства, Інститут української археографії та джерелознавства імені М. С. Грушевського НАН України, Канадський інститут українських студій при Альбертському університеті. — К.: Горобець, 2008. — 152 с.
12. Архівознавство: методологічні засади та історія розвитку. — К.: Видавн. дім «Києво-Могилянська академія», 2012. — 515 с. — ISBN 978-966-518-592-5.
13. Українська консульська служба 1917—1923 рр. як державний інститут: становлення, функціонування, персоналії/ Відп. ред. С. В. Віднянський. — К.: Інститут історії України НАН України, 2016. — 482 с.
14. Євген Слабченко. Дипломатична історія України/Упоряд. Ірина Матяш. — К.: ТОВ «Видавництво «Кліо», 2016. — 496 с.
15. Іноземні представництва в Україні (1917—1919 рр.): державна місія та повсякденність. — К.: Інститут історії України НАН України, 2019. — 556 с.

Підручники та посібники
1. Архівознавство: Підруч. для студ. іст. ф-тів вищ. навч. закл. / За заг. ред. Я. С. Калакури та І. Б. Матяш; Держ. ком. арх. України, Укр. НДІ арх. справи та документознавства. — 2-ге вид., виправл. і доповн. — К.: Вид. дім «КМ Академія», 2002. — 356 с. — ISBN 966-625-031-4 (УНДІАСД). — ISBN 966-518-170-X (Видавничий дім «Академія»).
2. Нариси історії архівної справи в Україні / За заг. ред. Ірини Матяш та Катерини Климової. — К.: Видавничий дім «КМАкадемія», 2002. — 612 с.
3. Міфи та фольклор народів світу: Посібник-хрестоматія / УНДІАСД; авт.-упоряд.: І. Б. Матяш, А. А. Астахова, І. Г. Панченко; наук. ред. І. Б. Матяш. — К., 2003. — 278 с.
4. Хрестоматія з архівознавства: Навч. посіб. для студ. іст. спец. вищ. навч. закл. / Держкомархів України, УДНДІАСД; упоряд.: Г. В. Боряк, І. Б. Матяш, Р. Я. Пиріг; наук. ред. І. Б. Матяш. — К.: Вид. дім «КМ Академія», 2003. — 408 с.

Науково-довідкові видання
1. Український героїчний епос (думи): Бібліограф. покажч. Перелік архівних фондів / НАН України, Ін-т укр. археографії та джерелознавства ім. М. С. Грушевського, УДНДІАСД; уклад. І. Матяш; відп. ред. В. Наулко. — К., 1995. — 64 с.
2. Мітрафан Віктаравіч Доўнар-Запольскі: Біябліягр. показальнік / Гомельскі дзярж. ун-т імя Ф. Скарыны, БелНДІДАС, Нац. б-ка Беларусі, УДНДІАСД і ін.; уклад.: В. У. Скалабан (кіраунік), В. М. Лебедзева, Т. М. Махнач, І. Б. Матяш, С. І. Міхальчанка, Л. І. Станкевіч. — Мн., 2001. — 120 с.
3. Трускавець: Краєзнав. бібліогр. покаж. / Упоряд.: І. Б. Матяш; Держ. ком. арх. України; Укр. НДІ архів. справи та документознавства; Держ. іст. б-ка України; Держ. наук. мед. б-ка України. — К., 2003. — 336 с. — (Архів. та бібліогр. джерела укр. іст. думки; Вип.9). — ISBN 966-625-015-2.
4. Мітрафан Віктаравіч Доўнар-Запольскі: Біябібліягр. паказальнік / Гомельскі дзярж. ун-т імя Ф. Скарыны, Беларускі навукова-даследчы ін-т дакументазнаўства і архіўнай справы, Нацыянальны архіў Рэспублікі Беларусь, Украінскі дзярж. навукова-даследчы ін-т архіўнай справы і дакументазнаўства, Бранскі дзярж. пед. ун-т імя акадэміка І. Г. Пятроўскага; уклад.: В. М. Лебедзева (кіраўнік), В. У. Скалабан, Т. М. Махнач, І. Б. Матяш, Р. У. Рамановскі, С. С. Артамонова та ін. — Выд. 2-ге, дапов. — Мінск, 2007. — 168 с.
5. Архіви України: Путівник / Держкомархів України, УНДІАСД; за заг. ред. І. Матяш. — К.: Горобець, 2007. — 184 с.
6. Українські архівісти (XIX-ХХ ст.): Біобібліогр. довідник / Держкомархів України, УНДІАСД; упоряд.: І. Б. Матяш (керівник), С. Л. Зворський, Л. Ф. Приходько, Р. В. Романовський, Л. М. Федорова. — К., 2007. — 752 с.
7. Українська архівна енциклопедія / Ред.: І. Б. Матяш; Держ. ком. арх. України, Укр. НДІ арх. справи та документознавства. — К., 2008. — 881 с. — ISBN 978-966-625-056-1.
8. Archives of Ukraine: guidebook / Archives State committee of Ukraine, Ukrainian research institute of archiving and study of documents; editor-in-chief Iryna Matyash; english version has been edited by Radomyr Bilash and Oleksandr Narayevskyi. — K.: Horobets, 2008. — 183 p. (англ.)
9. Архівна україніка в Канаді : довідник / упоряд.: І. Матяш (керівник), Р. Романовський, М. Ковтун та ін.; Держкомархів України, Укр. наук.-дослід. ін-т архів. справи та документознавства, Канад. ін-т укр. студій Альберт. ун-ту. — К., 2010. — 882 с.

Збірники документів
1. Історія української дипломатії : перші кроки на міжнародній арені (1917–1924 рр.) : документи і матеріали / М-во закордон. справ України, Держкомархів України, УНДІАСД ; авт. проекту, авт. передмови І. Б. Матяш; упоряд.: І. Б. Матяш (кер.), Л. В. Андрієвська, Г. К. Волкотруб, М. В. Горбатюк, М. В. Коваль, І. М. Мага, Л. Ф. Приходько, О. О. Шульга. — К.: Вид-во гуманіт. літ., 2010. — 590 с.

Статті
1. Архівіст / Ред.: І. Б. Матяш. — К., 2000. — 73 с. — (Вісн. Спілки архівістів України; Вип. 2(5)).
2. Архівна наука і освіта в Україні 1917-го — 1930-х років: Автореф. дис… д-ра іст. наук: 07.00.06 / І. Б. Матяш; Київ. нац. ун-т ім. Т.Шевченка. — К., 2001. — 33 с.
3. # Архівна україніка в Канаді: історіографія, типологія, склад / І. Б. Матяш // Укр. іст. журн. — 2007. — N 4. — С. 153—175.
4. # Бібліографічні раритети архівознавства: перші українські підручники з архівістики / І. Б. Матяш // Рукоп. та книжк. спадщина України: Археографіч. дослідж. унікал. архів. та бібл. фондів. — К., 2000. — Вип. 5. — С. 16—47.
5. Використання архівної інформації в 1920 — 1930-х рр.: еволюція форм та основні тенденції / І. Б. Матяш // Укр. іст. журн. — 2001. — № 1. — С. 84—92.
6. Використання архівної інформації в 1920-х — 1930-х рр.: еволюція форм та основні тенденції / І. Б. Матяш // Укр. іст. журн. — 2001. — № 2. — С. 89-100.
7. Діяльність Надзвичайної дипломатичної місії УНР в Угорщині (1919–1924 рр.) / І. Б. Матяш, Ю. Ю. Мушка // Укр. іст. журн. — 2006. — № 1. — С. 112–130.
8. # Журнал «Бібліологічні вісті» як джерело вивчення історії архівної справи / І. Б. Матяш // Наук. пр. Нац. б-ки України ім. В. І. Вернадського. — 1999. — Вип. 2. — С. 45—51.
9. # Канадські сторінки життєпису Володимира Сікевича / І. Матяш // Пробл. історії України: факти, судження, пошуки: міжвід. зб. наук. пр. — 2007. — Вип. 16, ч.1. — С. 226—242.
10. Київ 1920-х років очима Миколи Улащика / І. Матяш // Київ. старовина. — 2001. — № 2. — С. 170—175.
11. Методологічні засади й понятійний апарат архівознавства / І. Б. Матяш // Укр. іст. журн. — 2009. — № 2. — С. 124—134.
12. Первісні джерела символіки українського героїчного епосу — дум та історичних пісень / І. Матяш // Нар. творчість та етнографія. — 2004. — № 6. — С. 3—8.
13. Українська архівна періодика в бібліометричному вимірі / І. Матяш // Бібл. вісн. — 1999. — № 6. — С. 31—42.
14. Український науково-дослідний інститут архівної справи та документознавства: десятиліття діяльності / І. Матяш // Вісн. Кн. палати. — 2004. — N 10. — С. 39—43.
15. Часопис «Архів Радянської України» у світлі бібліометричних даних / І. Матяш // Вісн. Кн. палати. — 1999. — N 4. — С. 38—39.

Джерело
- nbuv.gov.ua [Архівовано 28 липня 2011 у Wayback Machine.], розділ Бібліографія публікацій І. Б. Матяш (за даними Українського реферативного журналу «Джерело»)

## Громадська діяльність
- член Колегії державного комітету архівів України (від 2003[7]);
- Віце-президент Українського біографічного товариства (від 1998);
- член комітету з професійної освіти Міжнародної ради архівів (2000—2004);
- член Міжнародного інституту архівної науки в Маріборі та Трієсті (від 2004);
- дійсний член НТШ в Канаді (з 2007);
- член Українського історичного товариства (від 1998), Білоруського історичного товариства (від 2003), Наукового товариства ім. Шевченка у Львові (від 1998), Національної спілки журналістів України (від 2003);
- співзасновник Всеукраїнського відкритого конкурсу театральної майстерності імені Миколи Яковченка;
- член-засновник і Голова Правління Наукового товариства історії дипломатії та міжнародних відносин (від 2916).

## Відзнаки
Лауреат премій:
- ім. В. Веретенникова Головархіву України (2000);
- ім. М. Костомарова HAH України (2001).

Нагороди:
- Почесна грамота Кабінету Міністрів України (2004);
- Грамота Верховної Ради України (2009);
- подяка (1999) та почесна відзнака «За досягнення в розвитку культури і мистецтв» (2004) Міністерства культури і мистецтв України;
- почесні знаки «Софія Русова» (2007) та «За наукові досягнення» (2008) Міністерства освіти і науки України;
- нагрудний знак «Знак Пошани» (2004) та Подяка КМДА (2002);
- почесна відзнака Генеральної дирекції Київської міської ради з обслуговування іноземних представництв (2004);
- почесна грамота Міністерства закордонних справ України (2007);
- почесна відзнака Міністерства закордонних справ III ступеню (2010).

## Виноски
1. ↑  Бібліотека Конгресу — Library of Congress.
2. ↑  МАТЯШ ІРИНА БОРИСІВНА. resource.history.org.ua. Процитовано 20 січня 2023.
3. ↑  Наукове товариство історії дипломатії та міжнародних відносин. Архів оригіналу за 12 травня 2017. Процитовано 2 травня 2017.
4. ↑  Ірина Борисівна Матяш : біобібліографічний покажчик (українська) . Київ: Вид-во НПУ імені М. П. Драгоманова. 2021. с. 168 с. [С.26].
5. ↑  rada.gov.ua Розпорядження КМУ від 3 вересня 2009 р. N 1020-р «Про призначення Матяш І. Б. першим заступником Голови Державного комітету архівів України»
6. ↑  president.gov.ua [Архівовано 14 вересня 2011 у Wayback Machine.] Указ Президента України № 607/2011 «Про звільнення І.Матяш з посади першого заступника Голови Державного комітету архівів України»
7. ↑  rada.gov.ua розпорядження КМУ від 29 січня 2003 р. N 60-р «Про затвердження Матяш І. Б. членом колегії Держкомархіву»